# テック公

テック公の紋章

テック公（ドイツ語:Herzog von Teck）はドイツ貴族の称号。1187年から1439年まではツェーリンゲン家の傍系がテック公国（Herzogtum von Teck）の統治者として同称号を使い、1871年から1917年まではヴュルテンベルク家の庶流が儀礼称号として使用した。

## 中世
ツェーリンゲン大公コンラート1世の息子の一人アーダルベルトは父の所領のうち、キルヒハイム (en) 及びオーヴェン (en) の間にあるテック城 (en) 一帯を相続し、兄ベルトルト4世が死んだ1186年に「テック公」を称した。13世紀になると、ツェーリンゲン系テック公爵領はテック＝オーベルンドルフとテック＝オーヴェンの2つに分裂した。テック＝オーヴェン公爵領は1365年にミンデルハイム侯領に併合されたが、1381年にテック城一帯はヴュルテンベルク伯に売却された。ツェーリンゲン系テック家は1439年に断絶した。
1495年、神聖ローマ皇帝マクシミリアン1世はヴュルテンベルク伯エーバーハルト5世 (en) をヴュルテンベルク公に昇叙したが、皇帝は同時に相続人のいなくなったテック公の称号をもエーバーハルト5世に与えた。しかし、テック公の称号は19世紀に至るまで使用されることは無かった。

## 19・20世紀
ヴュルテンベルク王フリードリヒ1世の甥であるアレクサンダーは、1835年にハンガリー貴族のレーデイ・クラウディア伯爵夫人と貴賤結婚した。二人の間に生まれた息子フランツはヴュルテンベルクの王族としての称号も王位継承権も与えられなかったが、ヴュルテンベルク王ヴィルヘルム1世によって1863年にテック侯（Fürst von Teck）の称号を与えられ、1871年にはカール1世王によってテック公（Herzog von Teck）に昇叙された。
フランツは1866年にイギリス王ジョージ3世の孫娘メアリー・アデレード・オブ・ケンブリッジと結婚した。収入のないフランツは妻メアリー・アデレードがイギリス議会より給付される王族年金で暮らさざるを得ず、テック公爵夫妻はロンドンで生活するようになった。メアリー・アデレードの従姉にあたるイギリス女王ヴィクトリアは、フランツに「His Highness」の敬称を与えた。1892年、テック公爵夫妻の長女メアリーが、後にイギリス王ジョージ5世となるヨーク公と結婚すると、テック公爵家は正式なイギリス王室の一員として扱われるようになった。
フランツが1900年に死ぬと、長男のアドルファスがテック公爵位を継承し、1911年に義兄のイギリス王ジョージ5世より「His Highness」を与えられた。
第一次世界大戦中にイギリス国内で反ドイツ感情が高まると、国王ジョージ5世はドイツ由来の家名サクス＝コーバーグ＝ゴータ家を捨ててウィンザー家に家名を改称した。ジョージ5世は自分の持つドイツ由来の称号全てを放棄し、イギリス王室に連なるドイツ系の人々を全員イギリスに帰化させた。テック公アドルファスとその家族も例にもれず、ヴュルテンベルク王国の爵位であるテック公およびテック侯の称号を放棄した。テック公は母方の祖父であるケンブリッジ公アドルファスの称号に因むケンブリッジ侯爵に叙せられ、公爵の家族は新しく「ケンブリッジ」姓を名乗った。ケンブリッジ侯爵の弟アレグザンダーはアスローン伯爵に叙せられた。
第一次世界大戦の終結と同時に、ヴュルテンベルク王国は消滅してヴァイマル共和国の一部となったため、ヴュルテンベルク王国におけるテック公爵位の再創設は無かった。テック公フランツの最後の男系男子である第2代ケンブリッジ侯爵ジョージは1981年に死亡したため、現在テック公爵位を請求する権利のある者は存在しない。